# Kuala Lumpur
Kuala Lumpur, também grafada como Cuala Lumpur, Quala Lumpur ou Cualalampur (em malaio AFI: [/kwɑlɑlʊmpʊ/], popularmente AFI: [/kwɑləlʊmpɔ/] ou ainda AFI: [/kɔlɔmpɔ/]), é a capital e a maior cidade da Malásia. Ocupa uma área de 244 quilômetros quadrados e tem população estimada de 1,6 milhões de habitantes em 2006. A Grande Kuala Lumpur, também conhecida como Vale Kelang, é uma aglomeração urbana com 7,2 milhões de pessoas. É a região metropolitana com o mais rápido crescimento do país, tanto em população quanto na economia.
O Parlamento da Malásia está localizado em Kuala Lumpur, fazendo dessa a capital legislativa do país. A cidade já foi a casa dos poderes executivo e judiciário do governo federal, que estão sendo transferidos para Putrajaia desde 1999. Algumas seções do judiciário permanecem na capital. A residência oficial do rei da Malásia, o palácio Istana Negara, também está situada em Kuala Lumpur. A cidade é, também, o centro cultural e econômico do país, devido a sua posição tanto de capital quanto de principal cidade. Kuala Lumpur é reconhecida como uma cidade global, sendo a única da Malásia.
Kuala Lumpur é definida dentro das fronteiras do Território Federal de Kuala Lumpur e é uma dos três Territórios Federais da Malásia. Está em um enclave no interior do estado de Selangor, na costa centro-oeste da Península da Malásia.
Iniciando na década de 1990, a cidade tem recebido muitos eventos internacionais esportivos, políticos e culturais, incluindo os Jogos da Commonwealth de 1998 e o Torneio Mundial de Fórmula 1. Além disso, Kuala Lumpur abriga dois daqueles que já foram os maiores edifícios do mundo e ainda se mantêm como as maiores torres gêmeas já erguidas, as Torres Petronas.

## História

### Século XIX

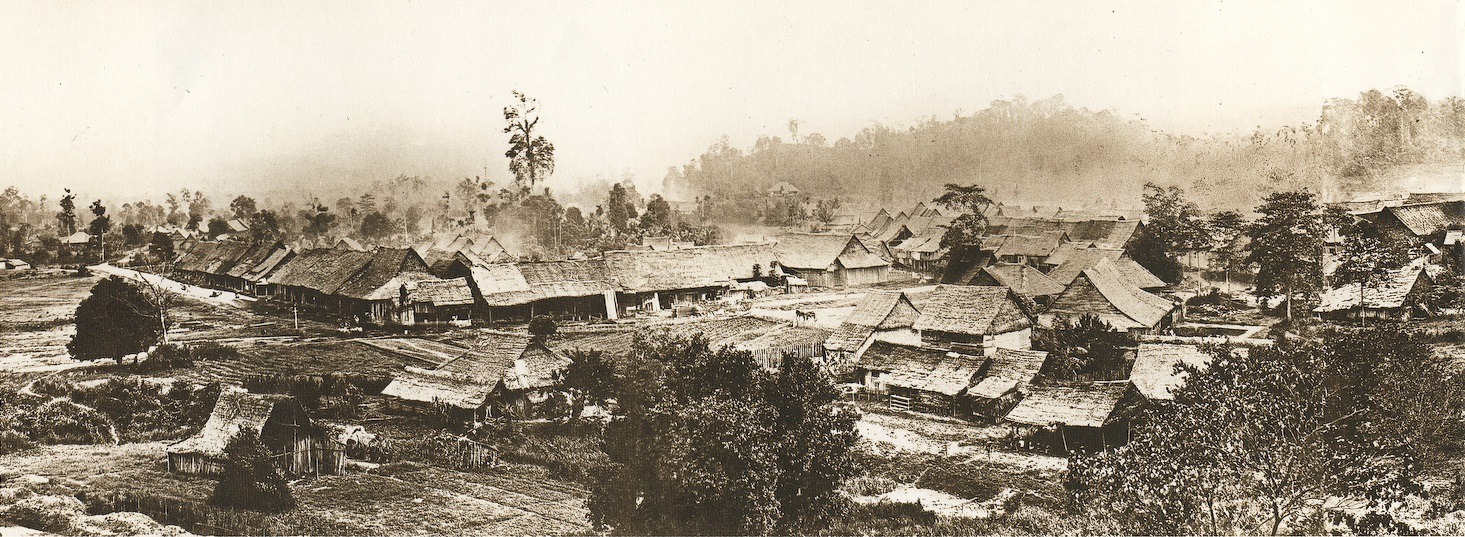
Panorama de Kuala Lumpur em 1884

Kuala Lumpur tem as suas origens na década de 1850, quando o chefe malaio de Kelang, Rajá Abedalá, contratou alguns trabalhadores chineses para abrirem novas e grandiosas minas de estanho. Eles desembarcaram na confluência de Sungai Gombak e Sungai Klang (Rio Kelang ) para abrir minas em Ampang. Sungai Gombak era antes conhecida como Sungai Lumpur, que significa rio enlameado. A cidade, portanto, derivada do nome Kuala Lumpur, que significa literalmente "confluência enlameada", em malaio. Mais tarde, as minas de estanho  foram abertas em Pudu e Batu. Entre os pioneiros notáveis podemos encontrar Hiu Siew e Liu Ngim Kong. Estas minas se transformaram em uma feitoria e foram consideradas como uma cidade de fronteira com muitos problemas, incluindo a Guerra Civil de Selangor, a qual foi também constante atormentada por doenças, incêndios e inundações. Em torno de 1870, o kapitan chinês de Kuala Lumpur, Yap Ah Loy, emergiu como líder, e tornou-se responsável pela sobrevivência e subsequente crescimento sistemático desta cidade. Em 1880, a capital do estado de Selangor foi transferida de Kelang, estrategicamente para uma posição mais vantajosa, para a atual Kuala Lumpur.
Em 1881, uma inundação varreu toda a cidade na sequência de um incêndio que havia consumido a mesma (mais cedo). Estes sucessivos problemas destruíram a cidade, acabando com as estruturas de madeira. Frank Swettenham, o Residente Britânico de Selangor, exigiu que fossem construídos edifícios de tijolo e telha. Muitos dos novos edifícios espelhados, com tijolo como as casas no sul da China, bem como a habilidosa carpintaria chinesa. Isto resultou numa distinta eclética casa-loja, arquitetura típica desta região. A linha ferroviária aumentou a acessibilidade a esta cidade. Em 1890 intensificou-se no desenvolvimento, levando à criação de um conselho sanitário. Em 1896, Kuala Lumpur foi escolhida como a capital dos recém-formados Estados Federados da Malásia.

### Século XX

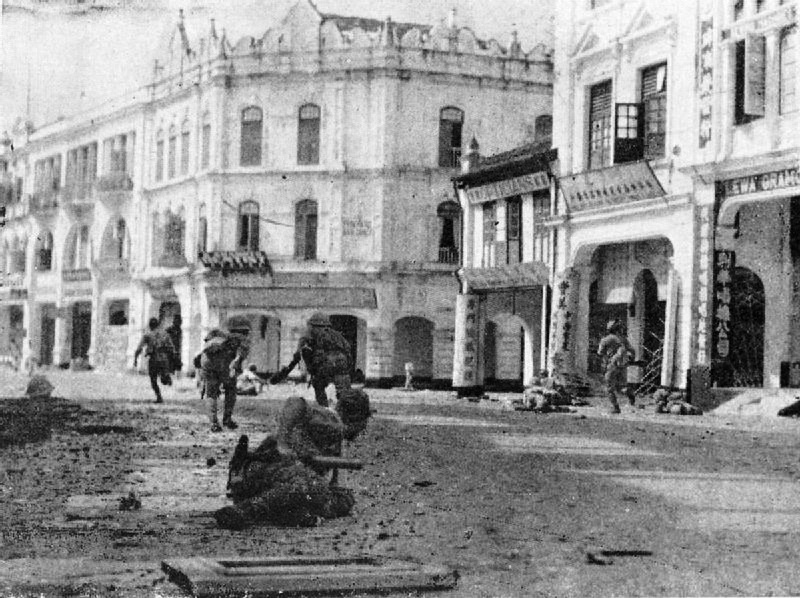
Uma cena durante a Segunda Guerra Mundial nas ruas de Kuala Lumpur. A cena ilustra tropas japonesas a limpar as ruas

Uma mistura de diferentes comunidades estão divididas em várias seções de Kuala Lumpur. A comunidade chinesa encontra-se principalmente ao redor do centro comercial de Market Square, a leste do rio Kelang, e ao pé da Chinatown. A população Malaia, Indiana Chettiars, e Indiana Muçulmana residem ao longo da Java Street (agora Jalan Tun Perak). O Padang, agora conhecida como Praça da Independência, era o centro dos escritórios administrativos Britânicos.
Durante a Segunda Guerra Mundial, Kuala Lumpur foi capturada pelo exército japonês a 11 de janeiro de 1942. Eles permaneceram em ocupação até 15 de Agosto de 1945, quando o comandante-chefe do Exército Japonês da Sétima Região, em Singapura e na Federação Malaia, Seishirō Itagaki, entregou à administração britânica na sequência dos Bombardeamentos de Hiroshima e Nagasaki. Kuala Lumpur continuou a crescer durante a guerra, a borracha e o estanho "caíram" e a Emergência Malaia, durante a qual, a Malásia preocupou-se com o Comunismo. Em 1957, a Federação na Malásia ganhou a independência do Reino Unido Kuala Lumpur tornou-se a capital do país, com a sua formação a 16 de setembro de 1963. A 13 de Maio de 1969, teve lugar um dos piores motins ocorridos na Malásia, este aconteceu em Kuala Lumpur. O Incidente de 13 de Maio, foi um motim entre os Malásios e os Malásios Chineses, que estavam descontentes com a situação sociopolítica da altura. O motim resultou na morte de 196 pessoas, e fez com que houvesse uma grande reforma na política económica do país.
Kuala Lumpur recebeu mais tarde o estatuto de cidade, em 1972, tornando-se o primeiro assentamento na Malásia a ser reconhecido com o estatuto após a independência. Mais tarde, em 1 de fevereiro de 1974, Kuala Lumpur tornou-se um Território Federal. Kuala Lumpur deixou de ser a capital de Selangor em 1978 e a cidade de Shah Alam foi declarada a nova capital do estado. Em 1998, outro movimento político conhecido como Reformasi ocorreu na recente cidade-capital. O movimento foi uma consequência da demissão do ex-vice-primeiro-ministro malaio, Anwar Ibrahim, e resultou numa cadeia de protestos até 1999, em que apoiantes de Anwar Ibrahim tomaram as ruas para exigir reformas na administração do governo , entre outros.

### Século XXI

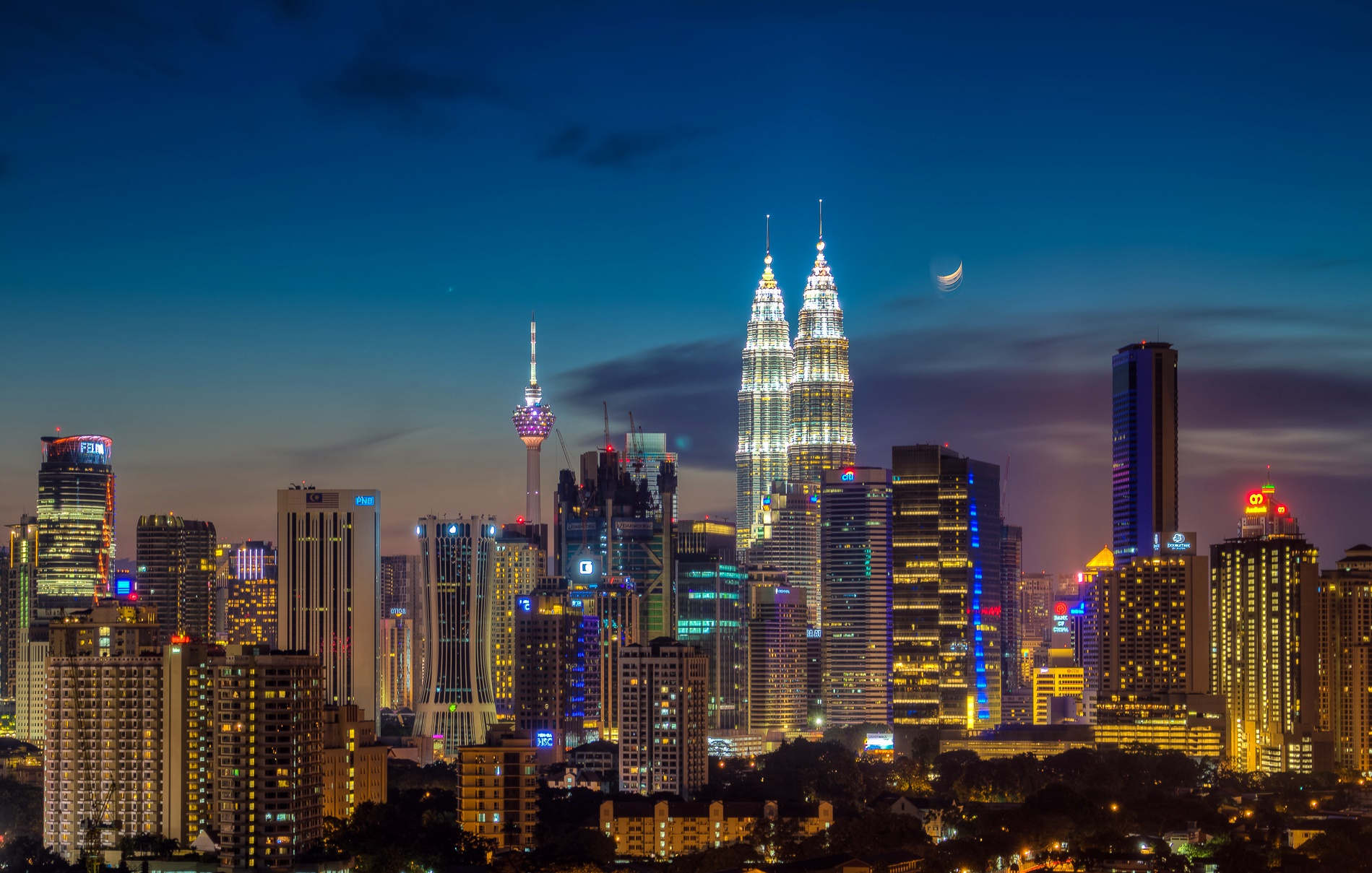
Vista aérea de Kuala Lumpur no século XXI

Em 1 de Fevereiro de 2001, Putrajaia foi declarado um Território Federal, bem como a sede do governo federal. As funções administrativas e judiciais do governo foram transferidas para Putrajaia, em Kuala Lumpur. Kuala Lumpur porém ainda conserva a sua função legislative , e manteve-se a casa do Rei Yang di-Pertuan Agong.
Em novembro de 2007, dois dos maiores comícios políticos desde 1998 tiveram lugar na cidade, a Bersih rali, a 10 de novembro e a HINDRAF, comício no dia 25 de novembro. O Bersih rali foi organizado por uma série de organizações não governamentais e partidos políticos da oposição, para exigir a reforma eleitoral no país, com cerca de 50 000 pessoas nas ruas. O HINDRAF rali foi organizado pela HINDRAF (Hindu Rights Action Front) e contou com a presença de pelo menos 30 000 pessoas, principalmente de etnia indiana, manifestando-se, exigindo igualdade de direitos sociais e económicos a partir de Bumiputras. .

## Geografia

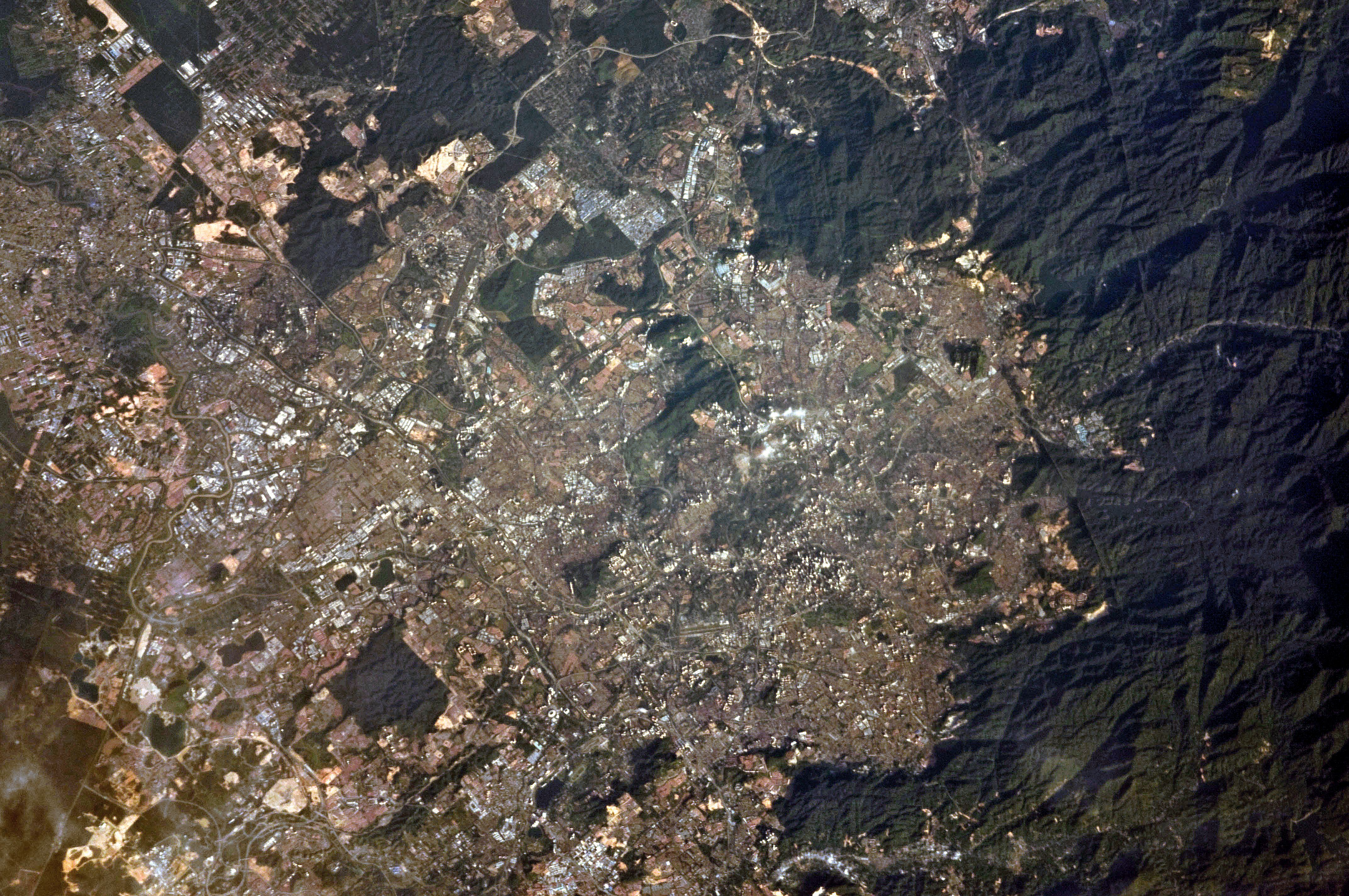
Imagem de satélite da cidade

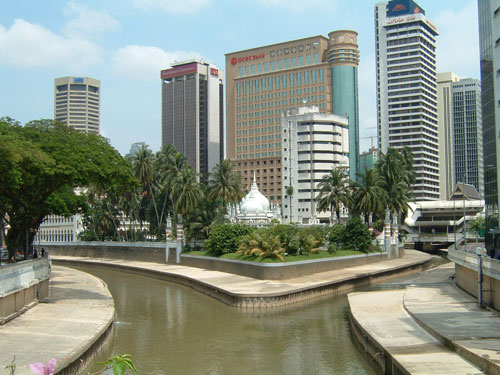
A confluência do rio Kelang e do rio Gombak no centro de Kuala Lumpur

A geografia de Kuala Lumpur é caracterizada por um enorme vale conhecido como Vale Kelang. Esse vale é margeado pelas Montanhas Titiwangsa a leste, várias extensões menores no norte e no sul e o Estreito de Malaca a oeste. Kuala Lumpur é um termo malaio que é traduzido como "confluência confusa" assim como está localizado na confluência dos rios Kelang e Gombak.
Localizado no centro do estado de Selangor, Kuala Lumpur estava, previamente, sob as leis do Governo do Estado de Selangor. Em 1974, Kuala Lumpur foi separada do estado para formar o primeiro Território Federal da Malásia governado diretamente pelo Governo Federal do país. Sua localização na costa oeste da Península da Malásia, que tem uma superfície plana mais ampla que a costa leste, tem contribuído para seu rápido desenvolvimento em relação a outras cidades da Malásia.[carece de fontes?] A municipalidade da cidade sobre uma área de 243,65 quilômetros quadrados, com uma elevação média de 21,95 metros.[carece de fontes?]

### Clima
Protegida pelas Montanhas Titiwangsa e no leste da Indonésia, na Ilha de Sumatra, a oeste, Kuala Lumpur tem um ano inteiro de clima equatorial, que é quente e ensolarado, com chuvas abundantes, especialmente durante as monções. As temperaturas tendem a permanecer constantes. Máximas entre 31 °C e 33 °C (88-92 °F) e que nunca excederam os 37 °C (99 °F), enquanto os mínimos são entre os 22 °C e 23,5 °C (71-74 °F) e nunca desceram abaixo dos 19 °C (66 °F). Kuala Lumpur geralmente recebe 2 266 mm de chuva por ano; junho e julho são relativamente secos, mas mesmo assim as chuvas excedem os 125 mm por mês.[carece de fontes?]
As inundações são um fenómeno frequente em Kuala Lumpur quando existe uma forte chuvada (monção), especialmente no centro da cidade e áreas a jusante. As partículas de poeira, provenientes dos incêndios florestais nas proximidades de Sumatra, às vezes são grandes problemas na região. É uma importante fonte de poluição na cidade, juntamente com a combustão a céu aberto, as emissões provenientes dos veículos a motor e os trabalhos de construção.
| Dados climatológicos para Kuala Lumpur                                                                     | Dados climatológicos para Kuala Lumpur | Dados climatológicos para Kuala Lumpur | Dados climatológicos para Kuala Lumpur | Dados climatológicos para Kuala Lumpur | Dados climatológicos para Kuala Lumpur | Dados climatológicos para Kuala Lumpur | Dados climatológicos para Kuala Lumpur | Dados climatológicos para Kuala Lumpur | Dados climatológicos para Kuala Lumpur | Dados climatológicos para Kuala Lumpur | Dados climatológicos para Kuala Lumpur | Dados climatológicos para Kuala Lumpur | Dados climatológicos para Kuala Lumpur |
| Mês | Jan                                    | Fev                                    | Mar                                    | Abr                                    | Mai                                    | Jun                                    | Jul                                    | Ago                                    | Set                                    | Out                                    | Nov                                    | Dez                                    | Ano                                    |
| --- | -------------------------------------- | -------------------------------------- | -------------------------------------- | -------------------------------------- | -------------------------------------- | -------------------------------------- | -------------------------------------- | -------------------------------------- | -------------------------------------- | -------------------------------------- | -------------------------------------- | -------------------------------------- | -------------------------------------- |
| Temperatura máxima média (°C)                                                                              | 32,1                                   | 32,9                                   | 33,2                                   | 33,1                                   | 32,9                                   | 32,3                                   | 32,7                                   | 32,2                                   | 32,1                                   | 32,1                                   | 31,6                                   | 31,5                                   | 32,4                                   |
| Temperatura mínima média (°C)                                                                              | 22,5                                   | 22,8                                   | 23,2                                   | 23,7                                   | 23,9                                   | 23,6                                   | 23,2                                   | 23,1                                   | 23,2                                   | 23,2                                   | 23,2                                   | 22,9                                   | 23,2                                   |
| Chuva (mm)                                                                                                 | 169,5                                  | 165,4                                  | 240,9                                  | 259,2                                  | 204,4                                  | 125,3                                  | 127,2                                  | 155,7                                  | 192,8                                  | 253,1                                  | 287,8                                  | 245,7                                  | 2 427                                  |
| Dias com chuva (≥ 1 mm)                                                                                    | 11                                     | 12                                     | 14                                     | 16                                     | 13                                     | 9                                      | 10                                     | 11                                     | 13                                     | 16                                     | 18                                     | 15                                     | 158                                    |
| Umidade relativa (%)                                                                                       | 79                                     | 79                                     | 78                                     | 80                                     | 82                                     | 80                                     | 79                                     | 79                                     | 80                                     | 81                                     | 82                                     | 79                                     | 79,8                                   |
| Insolação (h)                                                                                              | 186                                    | 194,9                                  | 207,7                                  | 198                                    | 207,7                                  | 195                                    | 201,5                                  | 189,1                                  | 165                                    | 170,5                                  | 153                                    | 161,2                                  | 2 229,6                                |
| Fonte: Organização Meteorológica Mundial (1971-2000) e Observatório de Hong Kong (horas de sol, 1961–1990) |                                        |                                        |                                        |                                        |                                        |                                        |                                        |                                        |                                        |                                        |                                        |                                        |                                        |

## Demografia

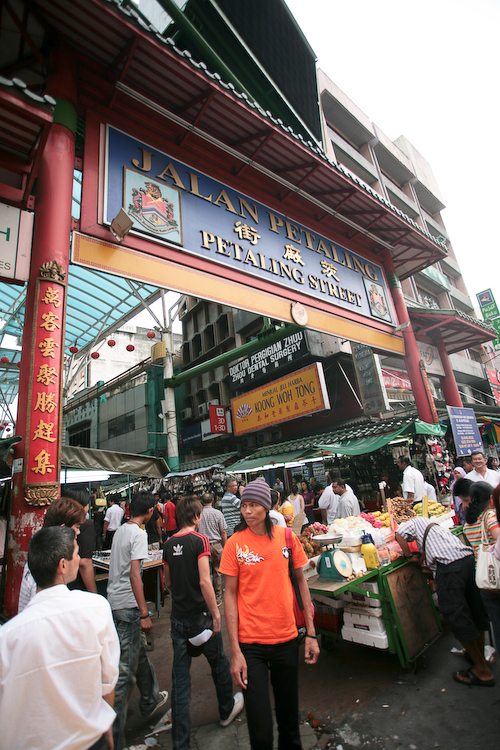
Congestionamento na Rua Petaling, na Chinatown de Kuala Lumpur

Kuala Lumpur é formada pela mistura de diferentes culturas. Diferente de toda a Malásia, onde o povo malaio compreende a maioria étnica, a maior parte dos habitantes de Kuala Lumpur são malaio-chineses. As outras principais culturas são representadas pelos malaio-indianos, euro-asiáticos, assim como os Kadazans, Ibans e outras raças indígenas do Leste da Malásia e da Península da Malásia. Os malaios falam o idioma nacional — o malaio — e também são capazes de conversam em inglês; alguns falam até mesmo mandarim e tâmil. Os malaios formam a parte principal dos membros do Parlamento e dominam o cenário político da Malásia. No final do século XVIII, quando a Europa experimentava a Revolução Industrial, grandes grupos de chineses de Fujian e Guangdong, na China, foram levados para a península para trabalhar na expansão da indústria de mineração de estanho. Os chineses de Kuala Lumpur falam diferentes dialetos, mas a maioria é de descendência cantonesa, seguidos pelos hokkiens e hacás. De modo semelhante, através do sistema de educação proporcionado pelo governo, muitos chineses em Kuala Lumpur são capazes de conversar em inglês, malaio, mandarim e reconhecer as diferenças entre os dialetos locais.[carece de fontes?]
Indianos formavam 10% da população de Kuala Lumpur em 2000. Historicamente, a maioria dos indianos foram trazidos durante a colonização britânica da Malásia. A maior parte deles pratica o hinduísmo e falam tâmil ou hindi e inglês. Grande parte de seus costumes e tradições são estreitamente atados à sua religião. Durante festivais hindus tais como o Deepavali, indianos costumam executar ritos coloridos e visitar templos. O malaio é o idioma oficial, mas o inglês é largamente falado na cidade, especialmente para os negócios e é uma matéria requerida em todas as escolas. Dialetos chinês (Cantonês, Mandarim, Hacá, Hokkien, Hainan) e alguns idiomas indianos e paquistaneses (tâmil, telugo, malaiala, punjabi, pastó) assim como as línguas dos trabalhadores imigrantes (Indonésio, Nepalês, Vietnamita, etc.) também são faladas na cidade. A cidade tem muitos lugares de adoração para as multi-religiões da população. O islamismo é praticado primariamente pelos malaios e pelas comunidades indianas muçulmanas. Há outras religiões como budismo maaiana, confucionismo e taoísmo (principalmente entre os chineses), hinduísmo (entre os indianos) e cristianismo. Devido ao rápido desenvolvimento na Malásia e em Kuala Lumpur que requer uma grande mão de obra, trabalhadores estrangeiros da Indonésia, Nepal, Mianmar, Tailândia, Bangladexe, Vietnã e China foram trazidos para o país. Cerca de 40,8% da população de Kuala Lumpur, é budista, os muçulmanos representam 40,6% da população, por sua vez os cristãos são 8,7% dos habitantes, e por fim, os restantes 5,2%, são hindus.[carece de fontes?]

### Estatísticas
A população estimada em Kuala Lumpur, em 2006 era de 1,58 milhões. Com uma densidade populacional de 6502 PD/km², é o mais populoso distrito administrativo na Malásia. Com uma população metropolitana estimada em 6,9 milhões em 2007, Kuala Lumpur pode ser considerada uma cidade primata. O contínuo declínio da natalidade em Kuala Lumpur, resultou na diminuição da proporção de jovens abaixo dos 15 anos de 33% em 1980, para um nível ligeiramente inferior a 27% em 2000. O contínuo declínio da natalidade para, por outro lado, o trabalho do grupo etário entre os 15 e os 59 anos aumentou de 63% em 1980 para 67% em 2000. A faixa etária idosa, e acima de 60 anos aumentou de 4% em 1980 e 1991 para 6% em 2000.
Baseado no censo do Departamento de Estatística, a percentagem de habitantes provenientes de Bumiputra, era de cerca de 38% em 2000, enquanto que a população chinesa, componha 43% e 10% eram índios. Um fenómeno, que  tem vindo a crescer, e tem sido notável, é o aumento da presença de estrangeiros residentes em Kuala Lumpur, que constituem agora cerca de 9% da população da cidade. A criminalidade em Kuala Lumpur tem sido uma preocupação dos moradores nos últimos anos. Entre os crimes mais crescentes, encontra-se o aumento de roubos, da toxicodependência, dos jogos e do vício. Estes problemas têm sido associados ao crescente número de imigrantes provenientes da Indonésia e de Myanmar. Alguns deles são trazidos com a promessa de um bom ordenado.[carece de fontes?]

## Governo

### Governo local

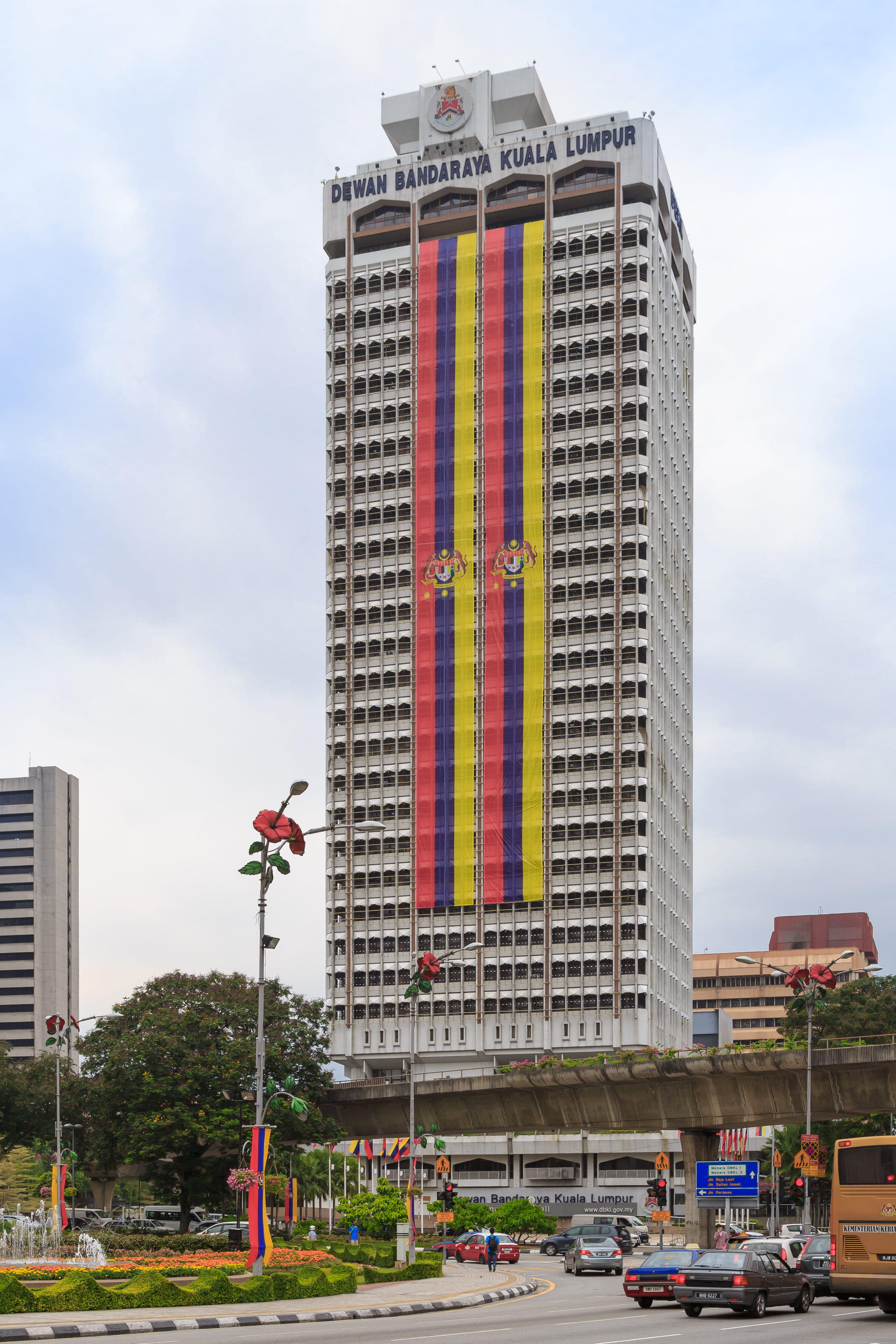
Prefeitura de Kuala Lumpur

A administração local está a cargo da Kuala Lumpur City Hall, uma agência "abaixo" dos Territórios do Ministério Federal da Malásia. Eles são responsáveis pela saúde pública e saneamento, recolha de resíduos e pela gestão, planejamento urbano, a protecção ambiental e a construção de controlo, o desenvolvimento social e económico e manutenção geral e funções da infra-estrutura urbana. O poder executivo cabe ao prefeito na prefeitura, que é nomeado por três anos, pelo Ministro Federal dos Territórios. Este sistema de nomear o prefeito encontra-se em vigor desde o governo local (as eleições foram suspensas em 1970).
Desde que Kuala Lumpur se tornou um Território Federal da Malásia, a 1 de Fevereiro de 1974, a cidade foi governada já por oito perfeitos. O prefeito actual de Kuala Lumpur é Datuk Abdul Hakim Borhan, eleito em 2006, que está no seu primeiro mandato como prefeito. Kuala Lumpur é a casa do Parlamento da Malásia. O parlamento é composto por uma câmara menor, a Câmara dos Representantes (‘’Dewan Rakyat’’) e por uma parte superior, o Senado da Câmara (‘’Dewan Negara’’). A cidade está representada na Câmara dos Representantes (menor) por onze membros do Parlamento (MPs), que são eleitos por um período de cinco anos. Tradicionalmente, a orientação política, em Kuala Lumpur, foi dominada pelo Vbsript (BN), com sete representantes da BN e os outros quatro a partir da Partido de Acção Democrática (DAP), antes das Eleições Gerais de 2008. Após as eleições de 2008, a BN foi deixada apenas com um representante dos Territórios Federais do Primeiro Ministro Zulhasnan Rafique, na Setiawangsa. A DAP assumiu o controlo de cinco lugares, Parti Keadilan Rakyat, tendo quatro lugares, e PAS, um banco, marcando o primeiro momento em que a maioria dos círculos eleitorais do Território Federal foi dominada pela oposição.[carece de fontes?]

### Cidades Irmãs
- Mexede, Irã (Outubro de 2006)[55]
- Ispaã, Irã[56]
- Casablanca, Marrocos[57]
- Malaca, Malásia (15 de abril de 1989)[57]
- Osaca, Japão[57]
- Rio de Janeiro, Brasil[57]
- Ancara, Turquia[58]
- Déli, Índia[59]

## Economia

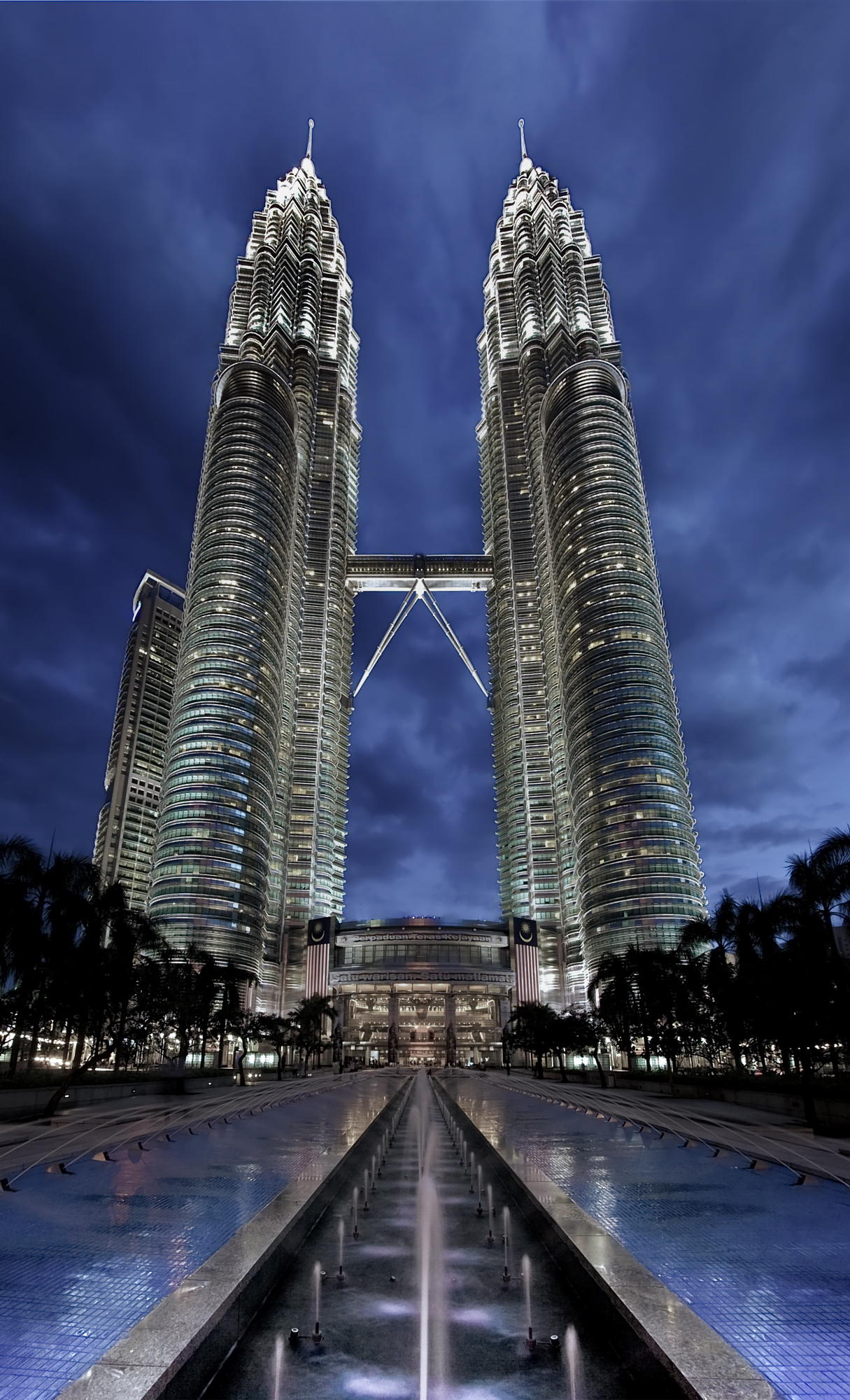
As Petronas Twin Towers, o principal símbolo da cidade.

Kuala Lumpur e suas áreas urbanas circundantes formam a região mais industrializada e economicamente, a que mais cresce na Malásia. Apesar da mudança da administração do governo federal para Putrajaia, certas instituições governamentais como o Banco Nacional da Malásia, a Comissão de Empresas da Malásia e a Comissão de Valores Mobiliários, bem como a maioria das embaixadas e missões diplomáticas, permaneceram na cidade.
A cidade continua sendo o centro econômico e comercial do país. Kuala Lumpur é um centro de finanças, seguros, imóveis, mídia e artes da Malásia. A metrópole é classificada como uma cidade global alfa e é a única cidade global no país.
O desenvolvimento da infraestrutura nas áreas circundantes, como o Aeroporto Internacional de Kuala Lumpur, em Sepang, a criação do Super Corredor Multimídia e a expansão do Porto Klang reforçam ainda mais o significado econômico da cidade. A Bolsa da Malásia está sediada na cidade e constitui uma de suas principais atividades econômicas. Em 5 de julho de 2013, a capitalização de mercado era de 505,67 bilhões de dólares.
A renda familiar média mensal é de 2 200 dólares a partir de 2016, crescendo a um ritmo de aproximadamente 6% ao ano. O setor de serviços, que inclui finanças, seguros, imóveis, serviços comerciais, atacado e varejo, restaurantes e hotéis, transporte, armazenamento e comunicação, serviços públicos, serviços pessoais e serviços governamentais, formam o maior componente do emprego, representando cerca de 83,0% do total. Os 17% restantes são provenientes de fabricação e construção.

## Infraestrutura

### Transportes

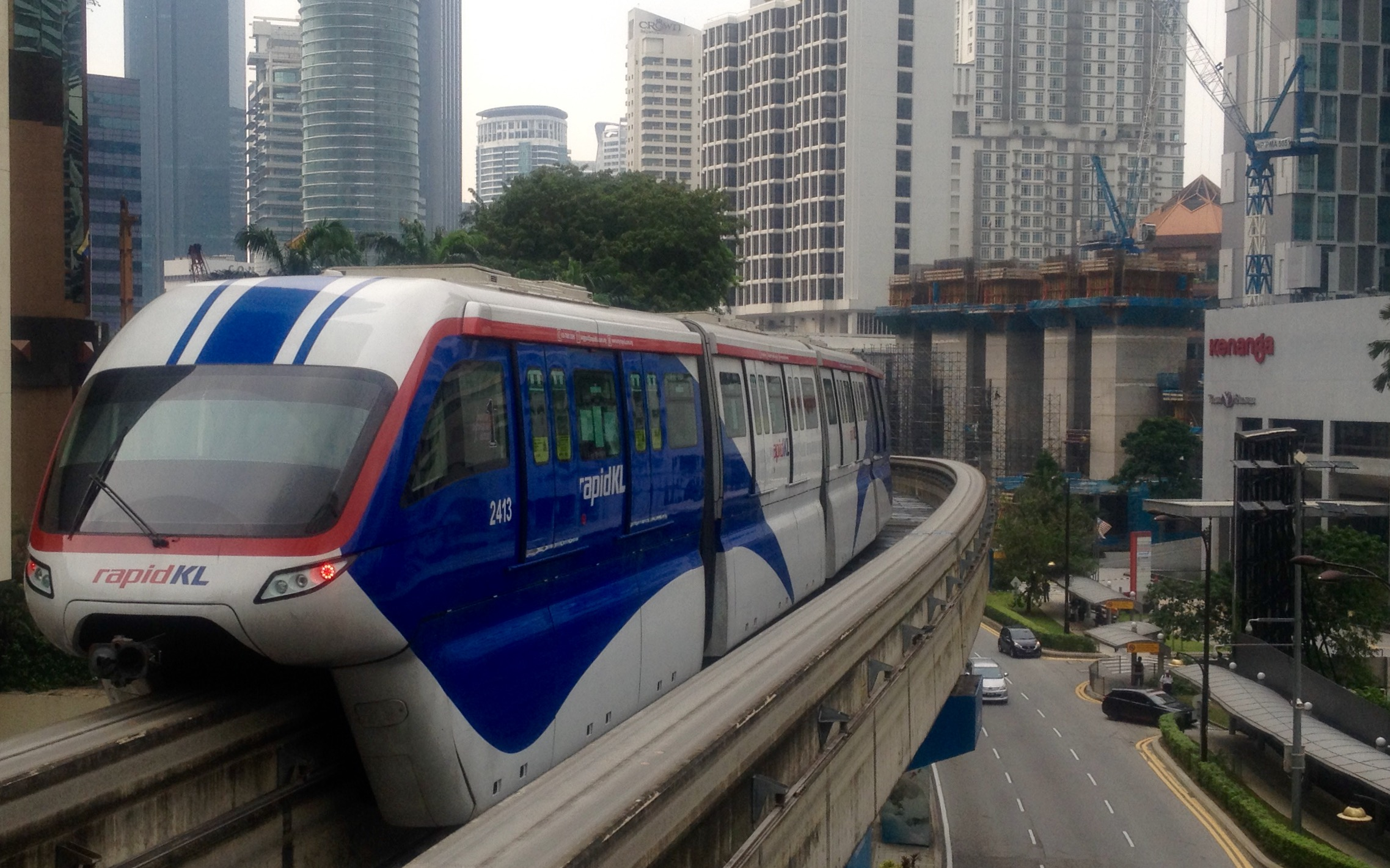
Monotrilho de Kuala Lumpur

Como a maioria das outras cidades asiáticas, o automóvel é o principal meio de deslocamento em Kuala Lumpur. Portanto, todas as partes da cidade estão bem conectadas por rodovias. Em termos de conectividade aérea, Kuala Lumpur é servida por dois aeroportos. O principal aeroporto, o Aeroporto Internacional de Kuala Lumpur (KLIA) em Sepang, que também é o centro de aviação da Malásia, está localizado a cerca de 50 quilômetros ao sul da cidade. O outro aeroporto é o Aeroporto Sultan Abdul Aziz Shah, também conhecido como Subang Skypark e serviu como principal porta de entrada internacional para Kuala Lumpur de 1965. O KLIA conecta a cidade com voos diretos para destinos em seis continentes ao redor do mundo e é o principal hub da companhia aérea nacional Malaysia Airlines e da companhia aérea de baixo custo AirAsia.
O transporte público em Kuala Lumpur e no resto do vale de Klang abrange uma variedade de modos de transporte, como ônibus, trem e táxi. Apesar dos esforços para promover o uso, as taxas de utilização do transporte público são baixas, pois apenas 16% da população usava este meio em 2006. O transporte ferroviário abrange o metrô leve (LRT), o monotrilho, o trem e a ligação ferroviária do aeroporto. O sistema LRT possui 2 linhas, Kelana Jaya Line e Ampang Line, conectando muitos locais da cidade aos principais subúrbios da Grande Kuala Lumpur. O monotrilho serve vários locais importantes no centro da cidade, enquanto o KTM Komuter circula entre a cidade e os subúrbios. O principal centro de trânsito rápido é o KL Sentral, que é uma estação de intercâmbio para os sistemas ferroviários.
Kuala Lumpur é servida pelo Porto Klang, localizado cerca de 64 km a sudoeste da cidade. O porto é o maior e mais movimentado do país, movimentando cerca de 6,3 milhões de unidades equivalentes de vinte pés (TEU) de carga em 2006.

## Cultura

### Esportes

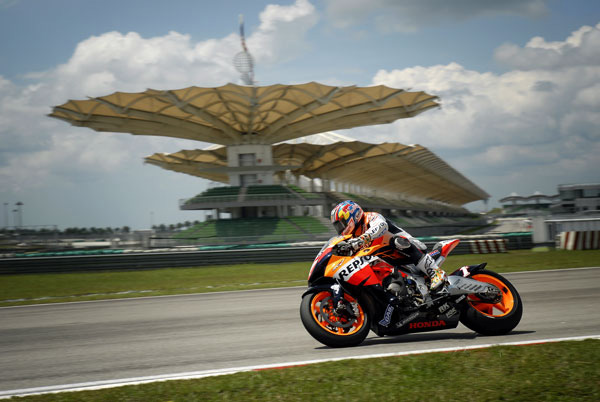
Imagem de Nicky Hayden no autódromo de Sepang

O National Stadium Bukit Jalil é o maior estádio da cidade, sendo o quarto maior do mundo com capacidade para 100 mil pessoas. Kuala Lumpur foi sede dos Jogos da Commonwealth de 1998 e uma das sedes da Copa da Ásia de 2007.[carece de fontes?]
A capital da Malásia é sede do Grande Prêmio da Malásia de Fórmula 1 realizado no "Sepang International Circuit" e também da etapa da MotoGP. Kuala Lumpur dispõe de inúmeros parques de golfe dentre os mais famosos: Kuala Lumpur Golf and Country Club (KLGCC) e o Royal Selangor Golf Club são os mais tradicionais.[carece de fontes?]